# Monarco
Hildmar Diniz, dit Monarco, né le 17 août 1933 à Rio de Janeiro et mort le 11 décembre 2021 dans la même ville, est un chanteur et compositeur brésilien.

## Biographie

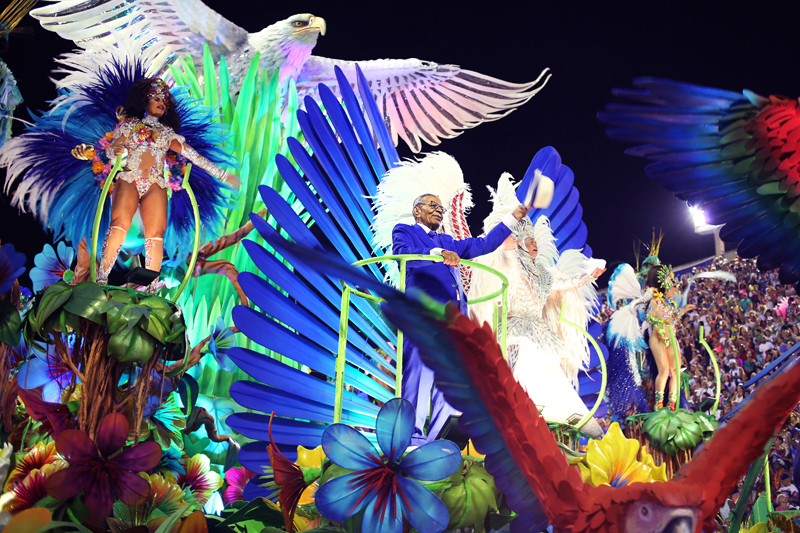
Monarco défile lors de l'ouverture de la Majestade do Samba, 2019.(photo Guy Veloso).

Hildmar Diniz naît le 17 août 1933 à Rio de Janeiro, dans le quartier de Cavalcanti. Il est le fils du menuisier et poète José Felipe Diniz.
Il grandit à Oswaldo Cruz, où il fréquente les cercles de samba dès son plus jeune âge, rencontrant les bambas de Portela, comme Paulo da Portela. Il est surnommé Monarco dès l'âge de six ans. Il étudie jusqu'à la troisième année de l'école primaire.
À l'âge de 11 ans, il compose ses premières sambas pour les blocos de banlieue. Au milieu des années 1940, il rejoint le Bloco Primavera.
En 1950, il rejoint l'Ala de Compositores de Portela, dont le parrain et grand soutien est le compositeur Alcides Malandro Histórico, avec lequel il devient l'un de ses principaux partenaires. 
Il joue également du cavaquinho et des percussions. Il travaille comme directeur de l'harmonie de Portela.
En 2004, sa biographie, écrite par le cavaquiniste Henrique Cazes, est publiée dans la collection Perfis do Rio, éditée par Editora Relume - Dumará/RioArte.
Au cours de sa carrière, il collabore avec d'autres musiciens brésiliens célèbres, dont Marisa Monte et Paulinho da Viola.
Outre sa carrière artistique, il travaille comme gardien de voiture, vendeur sur les marchés et concierge.
Monarco meurt le 11 décembre 2021 des suites de complications chirurgicales.

### Femme et descendants
Son fils Mauro Diniz est arrangeur et joueur de cavaquinho, ainsi que compositeur de succès enregistrés par de nombreux chanteurs de la MPB. Sa petite-fille Juliana Diniz, la fille de Mauro Diniz, est actrice et chanteuse et enregistre un album solo. Marcos Diniz, l'autre fils, est non seulement un auteur-compositeur à succès, mais aussi un membre du Trio Calafrio.
En 2004, il épouse Olinda, sa compagne depuis 10 ans.

## Honneurs
En 2005, il est honoré en tant que scénariste du G.R.E.S. Unidos do Jacarezinho, qui place l'école à la dixième place du groupe Access B. La même année, il est honoré par le conseil municipal de Rio de Janeiro pour ses 72 ans de vie et plus d'un demi-siècle consacré à la musique brésilienne, en particulier à la samba. La médaille Pedro Ernesto est une initiative de l'ancienne conseillère municipale Lícia Canindé (Ruça) et du conseiller municipal et acteur Stepan Nercessian.
Un décret de la municipalité de Rio de Janeiro, publié le 16 décembre 2021 au Journal officiel a rebaptisé le parc Madureira, qui s'appellera désormais Parque Madureira Mestre Monarco, en l'honneur du chanteur de samba carioca, président d'honneur de Portela.